# تسلی‌ناپذیر
تسلی‌ناپذیر چهارمین رمان کازوئو ایشی‌گورو، نویسنده بریتانیایی-ژاپنی است. این کتاب که نخستین بار در سال ۱۹۹۵ منتشر شد، داستانی معمایی-روانشناسانه از یک پیانیست مشهور به نام رایدر را روایت می‌کند که برای اجرای یک کنسرت وارد یک شهر کوچک شده‌است.

## عناصر داستان

### راوی
داستان از زاویه دید آقای رایدر، شخصیت اول داستان و به صورت اول شخص مفرد روایت می‌شود. با این حال، راوی گاهی گذشته افراد را می‌داند و مانند دانای کل، گذشته افراد را شرح می‌دهد یا فکر آنها را بیان می‌کند.

### شخصیت‌ها
راوی و شخصیت اول داستان، یک پیانیست مشهور است که شخصیتی فروتن دارد و قادر به رد کردن درخواست‌های دیگران نیست و اغلب دچار استرس و اضطراب می‌شود. او برای اجرا در یک برنامه محلی وارد یک شهر شده‌است.

## نقد
سم جوریسون، منتقد روزنامه گاردین، داستان را کلافه‌کننده خوانده است. رابرت مکروم، منتقد روزنامه گاردین، این رمان را در فهرست ده کتابی قرار داده‌است که خواندنشان «جان آدم را به لب می‌ساند». وی این کتاب را «بسیار طولانی» و «سحرآمیز» خوانده‌است که می‌توان تاثیر کافکا و سینمای اروپا را در آن مشاهده کرد. جیمز وود ادعا کرد که این کتاب، دسته‌بندی جدیدی از کتاب‌های بد را ابداع کرده‌است.
مک‌کرام، منتقد ادبی، این کتاب را شاهکاری توصیف کرد که می‌توان در آن چند روز زندگی کرد. او گفت که فهم کتاب دشوار است، اما گیراست و با خواننده می‌ماند.